# Lazăr Comănescu
Lazăr Comănescu (Horezu, 6 juni 1949) is een Roemeens politicus. Hij was tweemaal actief als minister van Buitenlandse Zaken: tussen april en december 2008 in het kabinet van Călin Popescu-Tăriceanu en tussen november 2015 en januari 2017 in het zakenkabinet van premier Dacian Cioloș.

## Biografie
Comănescu studeerde in 1972 af aan de Academie voor Economische Studies in Boekarest. Zijn studierichting was buitenlandse handelsbetrekkingen. Tussen 1972 en 1982 was Comănescu werkzaam op het Roemeense ministerie van Buitenlandse Zaken. Hij werkte als diplomaat op de afdeling internationale economische betrekkingen. In 1982 promoveerde Comănescu aan de Academie voor Economische Studies met een proefschrift in internationale economische betrekkingen. Na zijn promotie was hij werkzaam als hoogleraar op het departement Internationale Economische Betrekkingen van de AES. 
Na de Roemeense Revolutie in december 1989 keerde Comănescu terug naar het ministerie van Buitenlandse Zaken. Tussen 1990 en 1995 was hij achtereenvolgens raadsman en voorzitter (1994-95) van de Roemeense vertegenwoordiging bij de Europese Gemeenschappen en later bij de Europese Unie. In 1995 werd Comănescu benoemd tot directeur-generaal van het Roemeens ministerie van Buitenlandse Zaken. In hetzelfde jaar werd hij benoemd tot staatssecretaris van Buitenlandse Zaken. Deze functie bekleedde hij tot en met 1998. 
Tussen 1998 en 2008 was Comănescu hoofd van de Roemeense vertegenwoordiging bij de Europese Unie. Na de toetreding van Roemenië tot de Europese Unie in 2007 werd hij de eerste permanente vertegenwoordiger namens Roemenië. Tussen 1998 en 2001 was Comănescu eveneens hoofd van de Roemeense vertegenwoordiging bij de NAVO. Op 14 april 2008 werd hij benoemd tot minister van Buitenlandse Zaken in de regering van premier Călin Popescu-Tăriceanu. Deze functie bekleedde Comănescu tot december 2008. Tussen november 2015 en januari 2017 was hij opnieuw minister van Buitenlandse Zaken in de regering onder leiding van Dacian Cioloș.